# Türkiye Süper Kupası 2016
La Türkiye Süper Kupası 2016 è stata la quarantatreesima edizione della Türkiye Süper Kupası. Si è disputata il 13 agosto 2016 tra il Beşiktaş, vincitore della Süper Lig 2015-2016 e il Galatasaray, trionfatore nella Türkiye Kupası 2015-2016.
Il Galatasaray si è aggiudicato il trofeo battendo ai calci di rigore il Beşiktaş.

## Tabellino
| Arbitro: | Kalkavan |

|                          |                      |                    |
| Chedjou 107’ (aut.)      | Marcatori            | 100’ Balta         |
| Özyakup Tosun Hutchinson | Tiri di rigore 0 – 3 | İnan Balta Ciğerci |